# Pauletta Pollmann

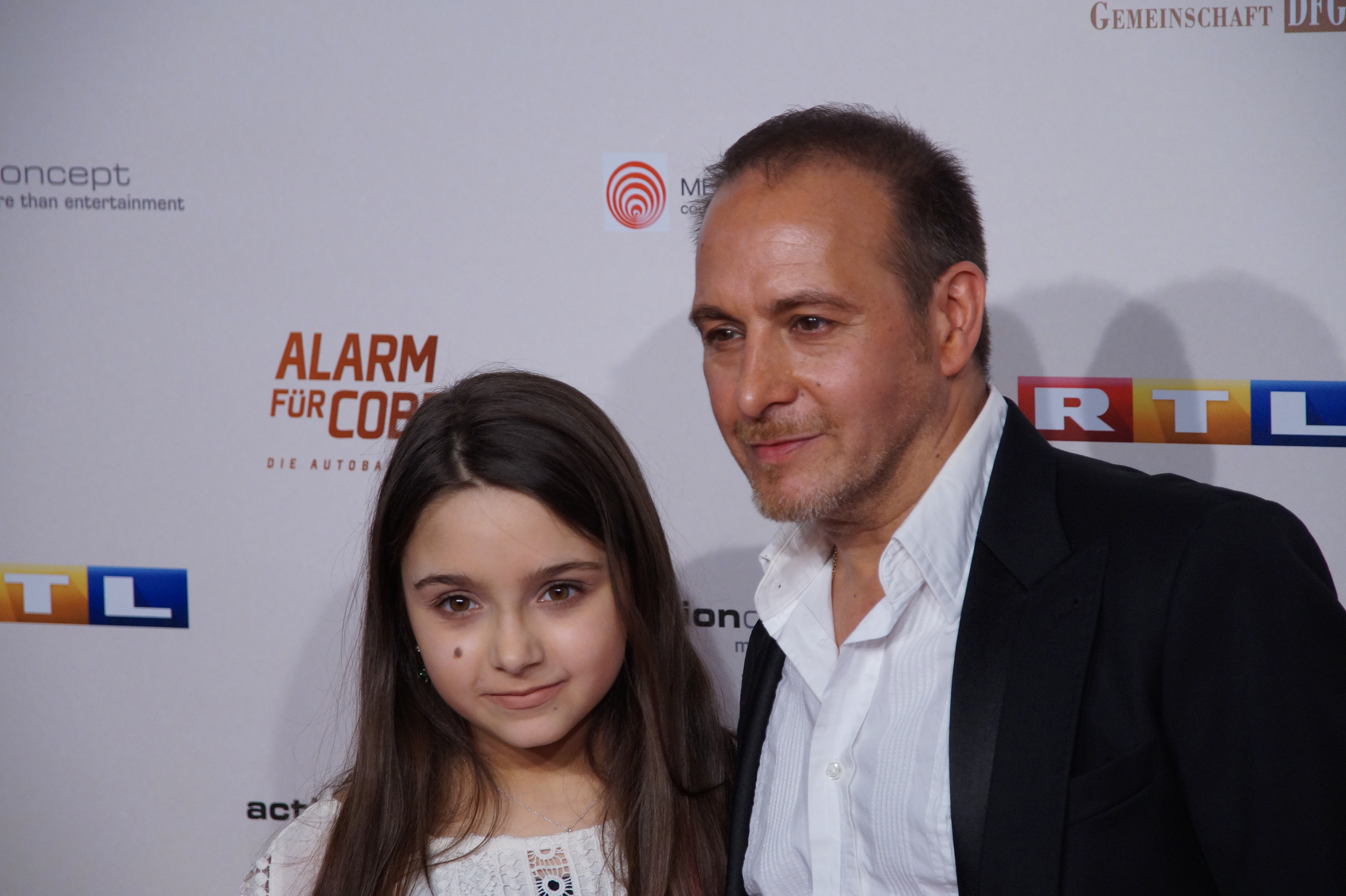
Pauletta Pollmann mit ihrem Vater Erdoğan Atalay (2016)

Amira Pauletta Melisande Pollmann (* 22. November 2002) ist eine deutsche Schauspielerin. Seit 2014 spielt sie die Rolle der Ayda Gerkhan in der Actionserie Alarm für Cobra 11 – Die Autobahnpolizei.

## Leben und Karriere
Pauletta Pollmann wurde 2002 als Tochter des Schauspielers Erdoğan Atalay und der Film- und Theater-Schauspielerin Astrid Pollmann geboren. 2013 gab sie ihr Schauspieldebüt in der SOKO München-Folge Für meine Tochter, in der sie mit ihrem Vater spielte. 2014 übernahm sie die Rolle der Ayda Gerkhan in der RTL-Serie Alarm für Cobra 11 und verkörpert diese seither.

## Theater
- 2013: Hamletanstalt, Kampnagel, Hamburg

## Filmografie

### Kino
- 2013: Schoßgebete
- 2022: Bibi & Tina – Einfach anders

### Fernsehen
- 2013: SOKO 5113 – Für meine Tochter (Fernsehserie)
- 2014: Die Hebamme (Fernsehfilm)
- seit  2014: Alarm für Cobra 11 – Die Autobahnpolizei (Fernsehserie)
- 2017: Zuckersand (Fernsehfilm)